# خوان أدريان
خوان أدريان (بالإسبانية: Juan Adrián)‏ هي بلدة تقع في محافظة مونسنيور نويل في جمهورية الدومينيكان.